# Brezoi
Brezoi est une ville roumaine située dans le județ de Vâlcea.